# Natação nos Jogos Europeus de 2015 - 50 m costas masculino
A competição dos 50 metros costas masculino foi um dos eventos da natação nos Jogos Europeus de 2015, em Baku, no Azerbaijão. Foi disputada no Centro Aquático de Baku no dia 26 de junho.

## Calendário
Horário de verão do Azerbaijão (UTC+5).
| Data        | Horário | Fase         |
| ----------- | ------- | ------------ |
| 26 de junho | 09:41   | Eliminatória |
| 26 de junho | 17:36   | Semifinal    |
| 26 de junho | 19:33   | Final        |

## Medalhistas
| Ouro   | RUS Filipp Shopin    |
| Prata  | GER Marek Ulrich     |
| Bronze | UKR Andriy Khloptsov |

## Recordes
Antes desta competição, os recordes mundiais e dos jogos europeus dessa prova eram os seguintes:
| Tipo                       | Atleta           | Tempo | Local | Data                |
| -------------------------- | ---------------- | ----- | ----- | ------------------- |
|                            | GBR Liam Tancock | 24.04 | Roma  | 2 de agosto de 2009 |
| Recorde dos Jogos Europeus | Não estabelecido | –     |       |                     |

Os seguintes recordes mundiais ou dos jogos europeus foram estabelecidos durante esta competição:
| Data        | Evento | Nome          | Nacionalidade | Tempo | Notas                      |
| ----------- | ------ | ------------- | ------------- | ----- | -------------------------- |
| 26 de junho | Final  | Filipp Shopin | Rússia        | 25.40 | Recorde dos Jogos Europeus |

## Resultados

### Eliminatórias
A eliminatória foi realizada no dia 27 de junho. 
| Pos. | Bateria | Raia | Nadador             | Nacionalidade          | Tempo | Notas  |
| ---- | ------- | ---- | ------------------- | ---------------------- | ----- | ------ |
| 1    | 4       | 4    | Robert Glință       | ROU Romênia            | 25.78 | Q,     |
| 2    | 5       | 5    | Filipp Shopin       | RUS Rússia             | 25.79 | Q      |
| 3    | 3       | 4    | Marek Ulrich        | GER Alemanha           | 25.80 | Q      |
| 4    | 4       | 5    | Andriy Khloptsov    | UKR Ucrânia            | 26.02 | Q      |
| 5    | 4       | 2    | Ole Braunschweig    | GER Alemanha           | 26.20 | Q      |
| 6    | 3       | 3    | Nikolaos Sofianidis | GRE Grécia             | 26.26 | Q      |
| 6    | 4       | 7    | Javier Romero       | ESP Espanha            | 26.26 | Q      |
| 8    | 4       | 3    | Bence Szucsik       | HUN Hungria            | 26.27 | Q, RET |
| 9    | 5       | 6    | Mikita Tsmyh        | BLR Bielorrússia       | 26.31 | Q      |
| 10   | 4       | 1    | Tomáš Franta        | CZE Chéquia            | 26.37 | Q      |
| 11   | 3       | 5    | Roman Larin         | RUS Rússia             | 26.39 | Q, RET |
| 12   | 5       | 2    | Petter Fredriksson  | SWE Suécia             | 26.50 | Q      |
| 13   | 5       | 4    | Marek Osina         | CZE Chéquia            | 26.54 | Q      |
| 14   | 3       | 2    | Kristian Komlenić   | CRO Croácia            | 26.55 | Q      |
| 15   | 4       | 6    | Kirill Titov        | RUS Rússia             | 26.60 |        |
| 16   | 2       | 5    | Andrei Gussev       | EST Estônia            | 26.65 | Q      |
| 17   | 3       | 6    | Cristiano Hantjoglu | ITA Itália             | 26.67 | Q      |
| 18   | 5       | 3    | Lorenzo Mora        | ITA Itália             | 26.70 | Q      |
| 19   | 3       | 0    | Gabriel Lópes       | POR Portugal           | 26.80 | Q      |
| 20   | 3       | 1    | Franz Müller        | GER Alemanha           | 26.83 |        |
| 20   | 4       | 8    | Dawid Murzyn        | POL Polônia            | 26.83 |        |
| 22   | 2       | 9    | Daniel Aizenberg    | ISR Israel             | 26.88 |        |
| 23   | 3       | 8    | Idan Dotan          | ISR Israel             | 26.89 |        |
| 24   | 5       | 1    | Lorenzo Glessi      | ITA Itália             | 27.01 |        |
| 25   | 5       | 8    | Berk Özkul          | TUR Turquia            | 27.12 |        |
| 26   | 5       | 7    | Timothy Schlatter   | SUI Suíça              | 27.31 |        |
| 27   | 4       | 9    | Rory McEvoy         | IRL Irlanda            | 27.34 |        |
| 28   | 2       | 4    | Alan Corby          | IRL Irlanda            | 27.43 |        |
| 29   | 4       | 0    | Rasim Oğulcan Gör   | TUR Turquia            | 27.47 |        |
| 30   | 2       | 6    | Bruno Blašković     | CRO Croácia            | 27.52 |        |
| 31   | 5       | 0    | Dmytro Prozhoha     | UKR Ucrânia            | 27.56 |        |
| 32   | 2       | 2    | Alexander Světlík   | SVK Eslováquia         | 27.58 |        |
| 33   | 2       | 3    | Max Mannes          | LUX Luxemburgo         | 27.60 |        |
| 34   | 3       | 9    | Michał Brzuś        | POL Polônia            | 27.66 |        |
| 35   | 2       | 4    | Moritz Walaschewski | GER Alemanha           | 27.81 |        |
| 36   | 2       | 1    | Qriqoriy Kalminskiy | AZE Azerbaijão         | 27.89 |        |
| 37   | 1       | 5    | Bragi Snær Hallsson | ISL Islândia           | 27.91 |        |
| 37   | 5       | 9    | Daniel Kaplan       | ISR Israel             | 27.91 |        |
| 39   | 1       | 4    | Ljupcho Angelovski  | MKD Macedônia do Norte | 28.15 |        |
| 40   | 1       | 3    | Adrian Negru        | MDA Moldávia           | 28.17 |        |
| 41   | 2       | 8    | Vito Vodenik        | SLO Eslovênia          | 28.25 |        |
| 42   | 2       | 0    | Tarik Hoch          | LIE Liechtenstein      | 29.86 |        |
| 43   | 3       | 7    | Joe Hulme           | GBR Grã-Bretanha       | DNS   |        |

### Semifinal
A semifinal foi realizada no dia 27 de junho.

#### Semifinal 1
| Pos. | Raia | Nadador             | Nacionalidade    | Tempo | Notas |
| ---- | ---- | ------------------- | ---------------- | ----- | ----- |
| 1    | 4    | Filipp Shopin       | RUS Rússia       | 25.67 | Q,    |
| 2    | 5    | Andriy Khloptsov    | UKR Ucrânia      | 25.84 | Q     |
| 3    | 3    | Nikolaos Sofianidis | GRE Grécia       | 26.03 | q     |
| 4    | 7    | Kristian Komlenić   | CRO Croácia      | 26.20 | q     |
| 5    | 6    | Mikita Tsmyh        | BLR Bielorrússia | 26.41 |       |
| 6    | 2    | Petter Fredriksson  | SWE Suécia       | 26.62 |       |
| 7    | 1    | Cristiano Hantjoglu | ITA Itália       | 26.74 |       |
| 8    | 8    | Gabriel Lópes       | POR Portugal     | 26.86 |       |

#### Semifinal 2
| Pos. | Raia | Nadador          | Nacionalidade | Tempo | Notas |
| ---- | ---- | ---------------- | ------------- | ----- | ----- |
| 1    | 5    | Marek Ulrich     | GER Alemanha  | 25.73 | Q     |
| 2    | 4    | Robert Glință    | ROU Romênia   | 25.86 | Q     |
| 3    | 6    | Javier Romero    | ESP Espanha   | 26.12 | q     |
| 4    | 3    | Ole Braunschweig | GER Alemanha  | 26.34 | q     |
| 5    | 1    | Andrei Gussev    | EST Estônia   | 26.40 |       |
| 6    | 2    | Tomáš Franta     | CZE Chéquia   | 26.57 |       |
| 7    | 8    | Lorenzo Mora     | ITA Itália    | 26.66 |       |
| 8    | 7    | Marek Osina      | CZE Chéquia   | 26.73 |       |

### Final
A final foi realizada no dia 27 de junho.
| Pos.              | Raia | Nadador             | Nacionalidade | Tempo | Notas                      |
| ----------------- | ---- | ------------------- | ------------- | ----- | -------------------------- |
| Medalha de ouro   | 4    | Filipp Shopin       | RUS Rússia    | 25.40 | Recorde dos Jogos Europeus |
| Medalha de prata  | 5    | Marek Ulrich        | GER Alemanha  | 25.44 |                            |
| Medalha de bronze | 3    | Andriy Khloptsov    | UKR Ucrânia   | 25.71 |                            |
| 4                 | 6    | Robert Glință       | ROU Romênia   | 25.80 |                            |
| 5                 | 2    | Nikolaos Sofianidis | GRE Grécia    | 25.92 |                            |
| 6                 | 7    | Javier Romero       | ESP Espanha   | 26.20 |                            |
| 7                 | 8    | Ole Braunschweig    | GER Alemanha  | 26.34 |                            |
| 8                 | 1    | Kristian Komlenić   | CRO Croácia   | 26.47 |                            |

Legenda
| Recorde mundial            | Recorde mundial (World record)                     |                       | Recorde africano                      | Recorde africano (African) |                                           | Q | Classificado por posição (Qualified) |
| Recorde dos Jogos Europeus | Recorde dos Jogos Europeus (European Games record) | Recorde da América    | Recorde da América (Americas)         | q                          | Classificado por melhor tempo (Qualified) |   |                                      |
| Melhor marca do ano        | Melhor marca do ano (World leading)                | Recorde asiático      | Recorde asiático (Asian)              | DNS                        | Não largou (Did not start)                |   |                                      |
| Recorde nacional           | Recorde nacional (National record)                 | Recorde europeu       | Recorde europeu (European)            | DNF                        | Não terminou (Did not finish)             |   |                                      |
| Recorde pessoal            | Recorde pessoal do atleta (Personal best)          | Recorde da Oceania    | Recorde da Oceania (Oceania)          | DSQ / DQ                   | Desclassificado (Disqualified)            |   |                                      |
| Recorde da temporada       | Recorde da temporada do atleta (Season best)       | Recorde sul-americano | Recorde sul-americano (South America) | NM                         | Sem marca (No mark)                       |   |                                      |